# Title Fight
Title Fight es una banda de hardcore punk formada en el 2003 en Kingston, Pensilvania. El cuarteto ha lanzado tres álbumes de estudio: Shed (2011, SideOneDummy), Floral Green (2012, SideOneDummy) e Hyperview (2015, ANTI-), notando una evolución gradual de su estilo. A esto se suman varios EP y compilaciones, siendo The Last Thing You Forget (2009, Run For Cover) la que agrupa sus primeros años.
Desde el 2018 el grupo está completamente inactivo, aunque no se ha anunciado una separación oficial. Ned Russin actualmente reside en Nueva York, y está activo con su proyecto solista Glitterer.

## Historia

### Inicios (2003–2007)
Title Fight se formó en 2003 como una banda de tres integrantes, compuestos por Jamie Rhoden en guitarra y voz, Ned Russin al bajo y Ben (el hermano gemelo de Ned) a la batería, tocando en espectáculos locales en Kingston y Wilkes-Barre, Pensilvania. Ned Russin afirmó que su hermano mayor, Alex Russin, es una gran influencia en la formación de Title Fight. Su nombre hace referencia a la portada de una antigua guía de programas de HBO que Ned había leído en el ático cuando pequeño. Además de las bandas de punk populares, Rhoden afirma que el "Positive Numbers Fest" (un festival anual de hardcore punk en Wilkes-Barre) fue una influencia para la formación del grupo. El trío lanzó un demo titulado "Down for the Count" en 2003, aún disponible en Internet.
En 2005, la banda integró a Shane Moran en la segunda guitarra, grabando dos demos en 2005 y 2006, y tocando en una denominada "comunidad pequeña y unida" alrededor de Kingston. Estos incluyeron varios espectáculos en "PA YMCA Teen Center" de Doylestown.

### Progresión (2007–2010)
Grabaron un split Erection Kids en 2007, lanzado por FlightPlan Records. Los miembros de Erection Kids más tarde formarían Balance And Composure. La banda rápidamente estrenó su primer lanzamiento en vinilo 7": Kingston, también en FlightPlan. Además, estuvieron de gira de verano con Fireworks y Set Your Goals; lo que finalmente llevó a Jeff's (propietario de Run For Cover Records) a descubrir Title Fight, siendo firmados en octubre de 2008.
El 7" The Last Thing You Forget se grabó en diciembre de 2008, en el "Getaway Group" en Massachusetts con Jay Maas, y lanzado en junio de 2009. Este incluyó tres canciones nuevas, mientras que su versión CD introdujo todos sus lanzamientos hasta la fecha. La obra de arte del álbum fue realizada por John Slaby, un amigo de Wilkes-Barre. Más tarde en junio, la banda se fue de gira con Crime in Stereo y Fireworks, proseguido de un tour por Estados Unidos con New Found Glory. This was followed by a US tour with New Found Glory.
El EP Kingston fue reeditado en Six Feet Under Records. Durante estos años, Title Fight acercó su sonido al hardcore melódico, influenciados fuertemente por Knapsack, Jawbreaker, y The Promise Ring.
En 2010, Title Fight apareció en la compilación del sello Triple B, America's Hardcore, con una nueva canción titulada "Dreamcatchers". También giraron nuevamente por Estados Unidos con Bayside, Senses Fail, y Balance And Composure, además de una gira japonesa con H2O.

### SideOneDummy Records yShed(2011–2012)

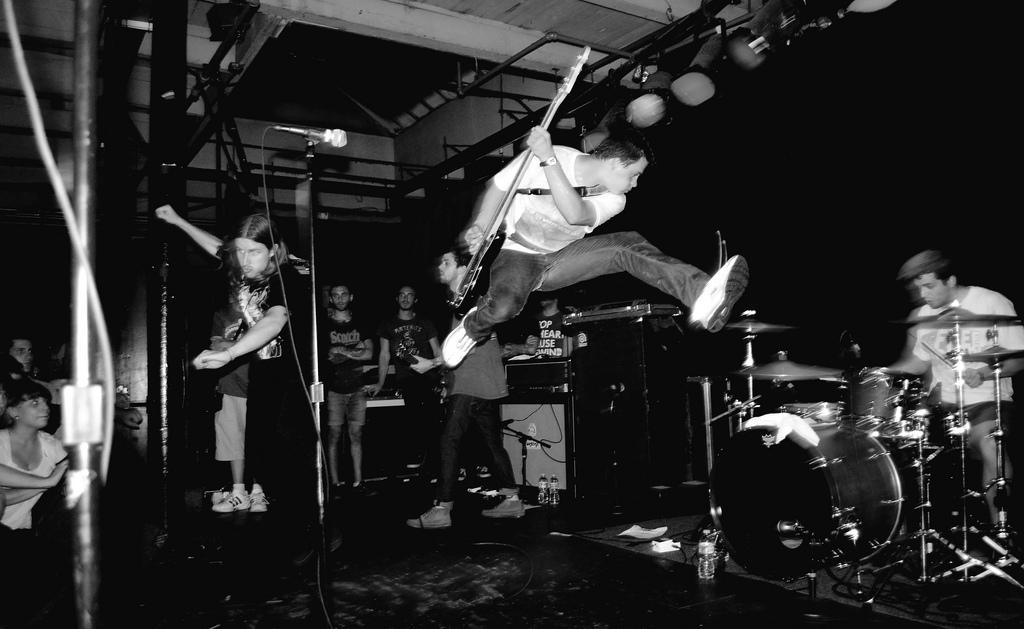
Title Fight en vivo, 2011.

El 19 de enero de 2011, Title Fight firmó con SideOneDummy Records. Luego, se embarcaron en un tour junto a The Menzingers, Touché Amoré, Dead End Path, y Shook Ones. El 10 de febrero, lanzaron una nueva canción titulada "Shed"', para descarga gratuita titulada. El 23 de febrero, SideOneDummy publicó pedidos anticipados para el 7" Flood of '72, el cual fue publicado el 12 de abril.
La banda lanzó su primer álbum: Shed el 3 de mayo de 2011, producido por Walter Schreifels (Gorilla Biscuits, Quicksand, Rival Schools).
El 24 y 26 de agosto de 2011, la banda tocó en los festivales de Reading y Leeds en el Reino Unido. Al mes siguiente, estuvieron por primera vez presentándose por Australia, junto a Touché Amoré. Posteriormente, visitaron diez países de Europa, culminando en Dublín. 
Title Fight apoyó a Rise Against en la segunda etapa del "Endgame Tour 2012". El 17 de junio de 2012 y el 8 de julio de 2012, Title Fight jugó en el escenario principal del Vans Warped Tour.

### Floral GreenySpring Songs(2012–2014)
Title Fight anunció a través de tumblr que su próximo lanzamiento, Floral Green, saldría el 18 de septiembre de 2012. El 24 de julio, estrenaron el sencillo "Head in the Ceiling Fan" para descargar gratis en tumblr, proseguido de "Sympathy" el 14 de agosto, en NPR Music. El 13 de septiembre, la revista SPIN estrenó una transmisión completa del disco en su sitio web.
Floral Green debutó en el puesto 69 del Billboard Top 200. El 19 de octubre de 2012, Title Fight presentó oficialmente su lanzamiento en Warrior Run, Pensilvania, junto a Menzinger, Tigers Jaw, Gypsy, y Gray Zine; antes de encabezar una gira por Estados Unidos, junto Tigers Jaw, Pianos Become the Teeth, Whirr, Young Beats, y Single Mothers de apoyo.
Title Fight lanzó el EP 7" Spring Songs el 12 de noviembre de 2013 a través de Revelation Records. Su segunda canción "Be A Toy" que estrenó el 12 de agosto, a través de la revista SPIN, mientras que su vídeo fue publicado el 20 de noviembre.

### ANTI- Records eHyperview(2014–2018)
En julio de 2014, la banda anunció en su cuenta de Instagram que habían firmado con ANTI- Records, y que estaban en proceso de grabar un nuevo álbum con el productor Will Yip. El 1 de diciembre, el cuarteto anunció que su nuevo álbum se llamaría Hyperview, para ser lanzado el 3 de febrero de 2015. El sencillo y videoclip de "Chlorine" se estrenó en diciembre, a través de The FADER.
La banda organizó un show de lanzamiento en "Gallery of Sound", en Wilkes-Barre, Pennsylvania. A mediados de marzo, Title Fight realizó una gira por los Estados Unidos con el apoyo de Merchandise y Power Trip, seguido de un tour con La Dispute y The Hotelier.
En mayo, se embarcaron a Europa, con el apoyo de Milk Teeth, Cold World y Drug Church. En septiembre, el cuarteto visitó Latinoamérica, pasando por Costa Rica, Panamá, Colombia, Perú, Chile, Argentina, y Brasil; culminando con presentaciones por Estados Unidos en octubre y noviembre.
Aparte de algunas apariciones selectas, la banda ha estado principalmente inactiva desde 2018.

## Estilo musical
Inicialmente, Title Fight partió como una banda de hardcore, aunque con los años incluyeron fuertes influencias alternativas, como shoegaze y post-rock.
Su estilo ha sido descrito como post-hardcore, hardcore punk, hardcore melódico, punk rock, pop punk, post-punk, emo, shoegaze, post-rock, indie rock, noise pop, dream pop, art rock, y rock alternativo.

## Miembros
- Jamie Rhoden – Voces, guitarras, coros (2003–presente)
- Ned Russin – Voces, bajo, coros (2003–presente)
- Shane Moran – Guitarras (2005–presente)
- Ben Russin – Batería, percusión (2003–presente)

## Discografía
Álbumes de estudio
- Shed (2011, SideOneDummy)
- Floral Green (2012, SideOneDummy)
- Hyperview (2015, ANTI-)

## Videografía
Vídeos musicales
| Canción                   | Director     |
| ------------------------- | ------------ |
| "27"                      | Hannah Roman |
| "Shed"                    | Kevin Custer |
| "Coxton Yard"             | Jerry Joint  |
| "Head in the Ceiling Fan" | Evan James   |
| "Secret Society"          | Hannah Roman |
| "Be a Toy"                | Susy Cereijo |
| "Chlorine"                | Johnny Look  |
| "Rose of Sharon"          | Hannah Roman |